# Чувар плаже у зимском периоду
Чувар плаже у зимском периоду је југословенски филм из 1976. године. Режирао га је Горан Паскаљевић, а сценарио је писао Гордан Михић.
Југословенска кинотека у сарадњи са А1 и Центар филмом је дигитално обновила филм.
Свечана пројекција је одржана 9. јуна 2022 године.

## Радња
Младић који је одрастао у атмосфери промашеног брака својих родитеља жели да пође својим путем у живот. Завршио је школу али она му не пружа шансу да се запосли, па зато прихвата посао чувара плаже у зимском периоду. Ожени се девојком коју воли, верујући да љубав може да преброди све тешкоће. Убрзо га жена напушта, отац му умире и опет се налази пред новим почетком, али сада је оптерећен горчином.

## Улоге
| Глумац                   | Улога                                                     |
| ------------------------ | --------------------------------------------------------- |
| Ирфан Менсур             | Драган Пашановић                                          |
| Гордана Косановић        | Љубица Миладиновић                                        |
| Данило Бата Стојковић    | Милован Пашановић, Драганов отац                          |
| Мира Бањац               | Спасенија Пашановић, Драганова мајка                      |
| Дара Чаленић             | Драганова тетка                                           |
| Велимир Бата Живојиновић | Љубицин отац                                              |
| Павле Вуисић             | Буда                                                      |
| Ружица Сокић             | удовица                                                   |
| Фарук Беголи             | Драганов пријатељ                                         |
| Ана Красојевић           | Љубичина мајка                                            |
| Јанез Врховец            | шеф оркестра                                              |
| Драгомир Фелба           | шофер                                                     |
| Бора Тодоровић           | Петар Дуњић                                               |
| Душан Јанићијевић        | филмски редитељ                                           |
| Миливоје Томић           | шеф перионице                                             |
| Јованка Котлајић         | Гошћа на свадби                                           |
| Илија Башић              | Човек који седи за шанком                                 |
| Јован Никчевић           | Човек који долази с поклоном у ресторан (као Ј. Микчевић) |

## Културно добро
Југословенска кинотека је, у складу са својим овлашћењима на основу Закона о културним добрима, 28. децембра 2016. године прогласила сто српских играних филмова (1911-1999) за културно добро од великог значаја. На тој листи се налази и филм "Чувар плаже у зимском периоду".